# Colosseum (finnische Band)
Colosseum war eine 2006 gegründete Funeral-Doom-Band. Nach dem Tod des Sängers Juhani Palomäki lösten die verbleibenden Bandmitglieder im Jahr 2010 die Gruppe auf.

## Geschichte
Sänger und Gitarrist Palomäki gründete Colosseum im Jahr 2006 aus dem Bestreben extremen und besonders düsteren, langsamen und schweren Doom zu gestalten, der mit dem Konzept seiner bisherigen Band Yearning nicht zu vereinen war. Gemeinsam mit Olli Haaranen, welcher neben einer zweiten Gitarre auch die Aufnahmetechnik übernahm, und dem Bassisten Janne Rämö nahm Palomäki ein erstes Demo auf, das die Band an diverse internationale Independent-Label verschickte. Colosseum unterzeichneten 2007 einen Vertrag bei Firedoom Musik, einem Subunternehmen von Firebox Records. Unterdessen wurde die Gruppe mit dem Schlagzeuger Sameli Köykkä komplettiert.
Ihr Debüt Chapter 1: Delirium nahm die Gruppe im Mai 2007 im D-Studio in Klaukkala auf. Veröffentlicht wurde das Album im November des gleichen Jahres. Chapter 1: Delirium wurde vornehmlich positiv besprochen. Vereinzelt wurde Colosseum kritisiert, eine massenkompatiblere und weichere Variante des Funeral Dooms zu präsentieren. Auf Schwermetall.ch wird das Album, auf Basis dieses Kritikpunktes, als Funeral Gothic Metal bezeichnet.
Zur Promotion des Albums trat die Gruppe in Riga, Liepāja und Finnland auf. Das zweite Album würde im Juli des folgenden Jahres im gleichen Studio aufgenommen. Diesmal zog die Band Studiomusiker zu den Aufnahmen hinzu. So wurden Cello, Violine und Trompete im Studio eingespielt. Chapter 2: Numquam wurde im Januar 2009 veröffentlicht. Im gleichen Jahr erschien das einzige offizielle Musikvideo der Band zu Towards the Infinite. Das zweite Album wurde, ebenso wie das Vorgängerwerk, vermehrt als qualitativ hochwertige Veröffentlichung rezensiert. Zum Teil wurde dem Album „Klassikerpotential“ zugesprochen.
Das dritte Album Chapter 3: Parasomnia wurde bald darauf, ohne vorausgegangene Proben, binnen zwei Wochen, im D-Studio mit diversen Studiomusikern aufgenommen. Wenige Wochen nach den Aufnahmen wurde Palomäki tot aufgefunden. Als Todesdatum gilt der 15. Mai 2010, eine Todesursache wurde nicht bekanntgegeben. Die verbleibenden Musiker entschieden, die Gruppe aufzulösen, dass das Album jedoch, als letztes Werk Palomäkis, erscheinen sollte. Nach einem finalen Mix, im Herbst 2010, erschien Chapter 3: Parasomnia im März 2011. Das Album wurde auch in Besprechungen als Vermächtnis Palomäkis betrachtet und entsprechend hoch bewertet.

## Stil
Rezensenten ordnen die Musik von Colosseum entweder „voll und ganz dem atmosphärischen Funeral Doom“ zu, oder sehen darin einen hybriden Stil zwischen Gothic Metal und Funeral Doom. Laut Vampster setzt „COLOSSEUM auf eine Mischung aus Funeral Doom und einem gehobenen Maß an Melodie.“ Dort wird die Musik vergleichend als „[w]eniger ‘Funeral’ als TYRANNY und weniger ‘Gothic’ als TERHEN“ umschrieben. Auf Metal-District werden zum Vergleich hingegen Morgion und Evoken bemüht.
Die Musik wird auf Schwermetall.ch als eine typische Funeral-Doom-Mischung aus monotonen und langsamen Gitarrenriffs umschrieben, welche mit Keyboardsequenzen unterlegt wären und mit „sakralen Chören“ vermischt würde. Auch auf Vampster werden „atmosphärische Synthie-Passagen“ sowie ein tiefes und in die länge gezogenes Growling betont. Ebenso hebt die Seite Terrorverlag die Kombination hervor und lobt die Produktion des dritten Studioalbums Chapter 3: Parasomnia, welche „sowohl die tonnenschweren Riffs der Band, als auch die zusätzlich integrierten Streicher, Bläser und Chöre hervorragend zur Geltung bringt.“

## Diskografie
- 2006: Demo 2006 (Demo, Selbstverlag)
- 2007: Chapter 1: Delirium (Album, Firedoom Music)
- 2009: Chapter 2: Numquam (Album, Firedoom Music)
- 2011: Chapter 3: Parasomnia (Album, Firedoom Music)